# Villa Incisa
Villa Incisa (conosciuta anche come Casino di Villa Incisa, Villa Incisa della Rocchetta) è una villa di campagna situata a ridosso della città di Roma, nel quadrante nord-ovest, lungo la via Cassia, attualmente ricade nel territorio de La Storta.

Fatta costruire dalla famiglia Orsini che ne rimarrà proprietaria fino al 1566, per poi passare alla famiglia Olgiati fino al 1744 e da questi alla famiglia Chigi fino al 1930. Dopo il 1930 prese possesso del territorio dell'Olgiata la famiglia Incisa della Rocchetta che vi avviò l'allevamento di cavalli purosangue Dormello-Olgiata. Precedentemente venne utilizzato principalmente come casino di caccia.

Nel 1930 fu oggetto di restauro sotto la guida dell'architetto Clemente Busiri Vici.

Non va confusa con l'omonima villa Incisa sita a Saluggia.

## Firma dell'armistizio di Villa Incisa
Il 24 giugno 1940, durante gli eventi della Seconda Guerra Mondiale, a Villa Incisa venne firmato alle 19:15 l'armistizio omonimo, tra l'Italia e la Francia. La Francia era rappresentata dal generale Charles Huntziger mentre l'Italia era rappresentata dal maresciallo Pietro Badoglio.

L'armistizio di Villa Incisa seguì il Secondo armistizio di Compiègne che la Francia aveva firmato con la Germania il 22 giugno 1940.